# La Tragédie de la mine
Pour plus de détails, voir Fiche technique et Distribution.
La Tragédie de la mine (titre original : Kameradschaft) est un film franco-allemand réalisé par Georg Wilhelm Pabst, sorti en 1931. Il est basé sur la catastrophe de Courrières en 1906, au cours de laquelle une explosion de poussière de charbon fit 1 099 décès, dont des enfants.

## Synopsis
Dans les régions de Lorraine et Sarre, le long de la frontière entre la France et l'Allemagne, un désastre minier est en cours lorsque des mineurs allemands sauvent leurs homologues français d'un feu souterrain suivi d'une explosion.

## Fiche technique
- Réalisateur : Georg Wilhelm Pabst, assisté d'Herbert Rappaport
- Co-Réalisateur : Robert Beaudoin
- Scénario : Peter Martin Lampel, Karl Otten, Ladislaus Vajda
- Photographie : Robert Baberske, Fritz Arno Wagner
- Pays de production :  République de Weimar /  France
- Langue : allemand / français
- Producteur : Seymour Nebenzal, pour la Nero-Film
- Distribution : Janus Films
- Durée : 93 minutes
- Sortie : 
  - 17 novembre 1931 (République de Weimar)
  - 29 janvier 1932 (France)
  - 8 novembre 1932 (États-Unis)
  - 8 octobre 1933 (Finlande)

## Distribution
- Alexander Granach : Kasper
- Fritz Kampers : Wilderer
- Ernst Busch :  Wittkopp
- Elisabeth Wendt : Frau Wittkopp
- Gustav Püttjer : Kaplan
- Oskar Höcker : Obersteiger
- Daniel Mendaille : Jean Leclerc
- Georges Charlia : Emile
- Andrée Ducret : Françoise
- Alex Bernard : Grand-père, le vieux mineur
- Pierre-Louis :  Georges - le petit galibot
- Héléna Manson : Rose, la femme du mineur blessé
- Gerhard Bienert
- Marguerite Debois
- Adolf Fischer
- Friedrich Gnaß
- Georg Guertler
- Willem Holsboer : Ingénieur des deutschen Bergwerks
- Marcel Lesieur : Albert
- Palmyre Levasseur
- Marcel Merminod
- Teddy Michaud
- Naupel
- Reinhardt
- Rortais
- Franz Schier
- Théo Tony
- Georges Tourreil : L'ingénieur
- Richard Weichert
- Fritz Wendhausen : Direktor des deutschen Bergwerks

## Analyse

### Une frontière
La thématique de la frontière joue un rôle primordial. À plusieurs reprises les Allemands passent cette frontière pour visiter un cabaret français, aller trouver du travail dans les mines françaises. Mais ils reviennent bredouilles de leurs tentatives. Au cabaret on leur refuse de danser, à la porte des mines on leur refuse de travailler. Mais cette frontière sera franchie, et même abolie par les travailleurs le temps du sauvetage.
Dans les profondeurs de la mine française une galerie bloquée par une grille rejoint une mine allemande. Certains mineurs allemands s'improvisent alors sauveteurs et passent par là pour aller sauver leurs camarades français.
À la surface deux convois de sauveteurs allemands passent la frontière sous la menace du feu des douaniers français qui ont l'ordre de les laisser passer juste à temps.

### Prolétaires de tous les pays ...
Pour les mineurs allemands l'hésitation n'est que de courte durée : il faut aller sauver leurs camarades français. Le souvenir de la guerre est encore frais dans toutes les têtes. Une scène particulièrement marquante montre un mineur allemand, protégé par un masque à gaz, qui trouve un mineur français en plein délire. Le mineur français lui saute dessus, se croyant dans une tranchée pendant la guerre.
La compréhension est d'abord difficile. Mais il semblerait qu'un langage universel soit venu à leur rescousse : la camaraderie et la solidarité se passent de paroles. Il est émouvant de voir Français et Allemands se parler et se comprendre. Une fois le sauvetage terminé, Allemands et Français se retrouvent à l'air libre pour célébrer leur union. Deux discours improvisés se succèdent, l'un en français l'autre en allemand, et chacun témoigne de l'esprit de solidarité entre les travailleurs. 
Au sens large du terme, ce film peut être considéré comme marxiste. « Prolétaires de tous les pays unissez-vous ! »

### Union brisée
La frontière est la plus forte. Même dans le sous-sol de la mine la grille qui avait été abattue pour sauver des vies est replacée sous la surveillance des douaniers. Une fin amère.

## Les bruitages
Il n' y a pas de musique dans ce film. Les bruits du labeur des mineurs sont particulièrement importants. Les dialogues sont bilingues. Les Allemands parlent allemand, les Français parlent français. Mais curieusement les sous-titres ne sont pas indispensables. Le spectateur comprend lui aussi le langage universel de la solidarité.
Les bruitages ont une importance jusqu'à la fin : son de bottes défilant au rythme cadencé d'une parade militaire. Tourné au début de l'année 1931, Pabst sent poindre l'avènement du nazisme.

## Message de paix
Il apparaît assez clairement que ce film est un message de paix qui prône la fraternité entre les peuples. Au-delà de leurs différences culturelles, Français et Allemands sont en proie aux mêmes problèmes de chômage, de pauvreté, et le lot quotidien des travailleurs ne change pas d'un côté ou de l'autre de la frontière. L'union fraternelle apparaît alors comme un espoir.